# Atenolfo I di Gaeta
Atenolfo I di Gaeta (... – 2 febbraio 1062) è stato un conte longobardo, conte di Aquino e duca di Gaeta durante la caotica metà dell'XI secolo.

## Biografia
Atenolfo sposò la senatrix Maria, figlia di Pandolfo IV di Capua (anche suo fratello Landone sposò un'altra figlia di Pandolfo).
I gaetani elessero come loro duca Atenolfo in opposizione al normanno Asclettino, che nel 1045 che aveva ereditato il titolo alla morte dello zio Rainulfo Drengot.
Guaimario IV principe di Salerno, signore sia di Gaeta che di Aversa e di cui Rainulfo era stato vassallo, intervenne per conto di Asclettino, attaccando Atenolfo che fu sconfitto e preso prigioniero.
Ma successivamente fu liberato e confermato duca di Gaeta in cambio della liberazione di Richerio, abate di Montecassino, catturato da Landone che nel frattempo, insieme a Pandolfo il lupo degli Abruzzi aveva attaccato le terre dell'Abbazia di Montecassino.
Nell'autunno del 1058 morì il figlio maggiore di Atenolfo, che era fidanzato con la figlia di Riccardo I di Aversa, quest'ultimo chiese ugualmente il morgengab ed al rifiuto del duca assediò e prese Aquino, uno degli ultimi feudi che restavano a Gaeta.
Desiderio da Benevento, il nuovo abate di Montecassino, convinse Riccardo ad estrocere solo 400 solidi al duca.
Atenolfo morì nel 1062, gli successe il secondo figlio Atenolfo II. Aquino fu governata da tutti e quattro i suoi figli: Atenolfo, Landone, Pandolfo, e Landolfo.